# Geografia dell'Emilia-Romagna

Superficie dell'Emilia-Romagna per zone altimetriche

L'Emilia-Romagna è una regione italiana situata nel settentrione della penisola. È geograficamente divisa in due zone omogenee: la parte nord-est (interamente in Pianura Padana) e la parte sud-ovest (montuosa e collinare, comprendente il versante nord dell'Appennino settentrionale). Con i suoi 22446 km² l'Emilia-Romagna è la sesta regione italiana per superficie. Confina amministrativamente con altre 6 regioni (primato detenuto insieme al Lazio): con le Marche a sud-est, la Toscana a sud, la Liguria a sud-ovest, il Piemonte a ovest, la Lombardia a nord e nord-ovest, il Veneto a nord-est. Per tutto il lato orientale viene bagnata dal Mare Adriatico.

## Orografia

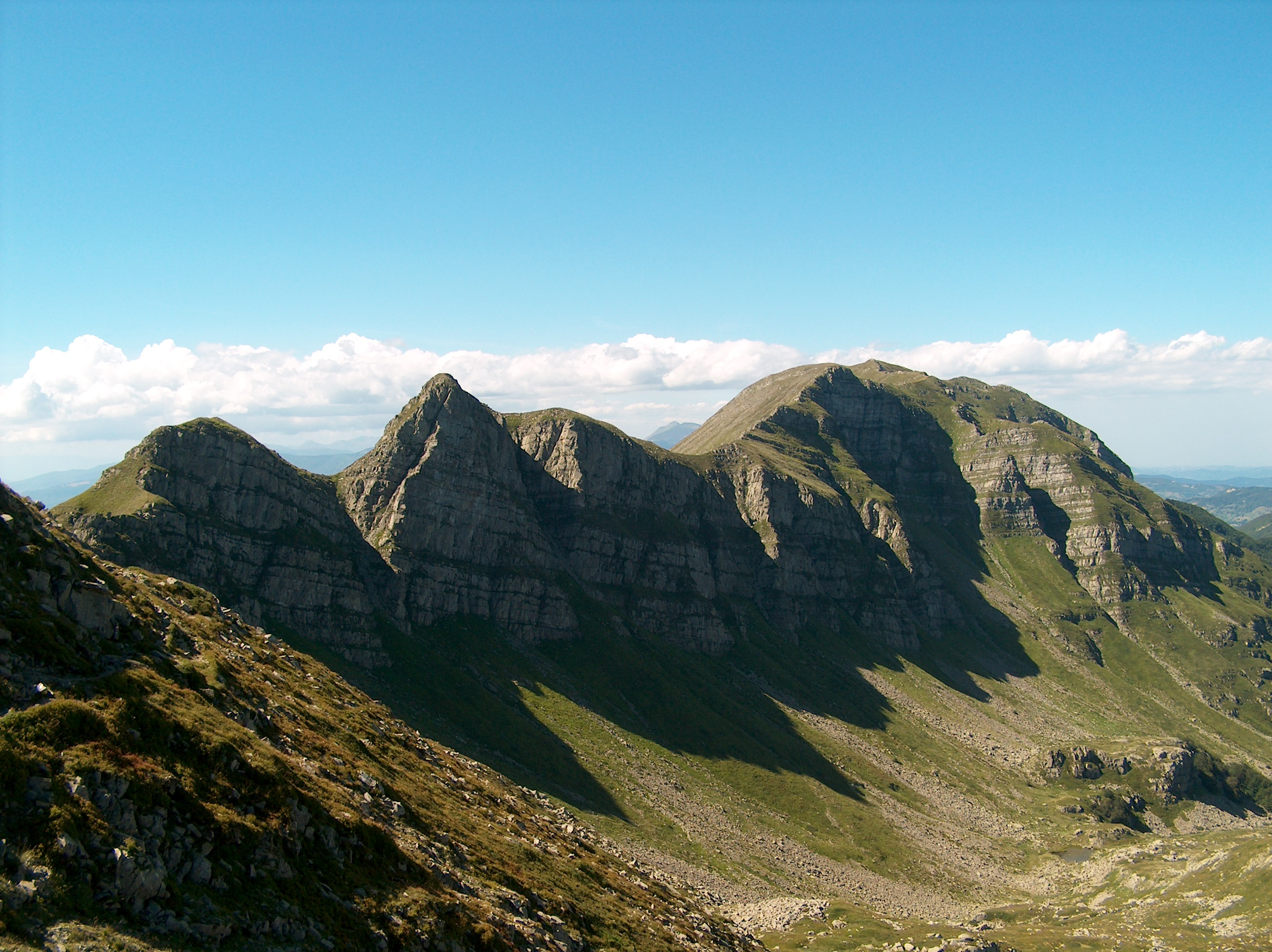
Tipico paesaggio dell'Appennino modenese: il crinale di Monte Giovo (1991 m) visto da Monte Rondinaio (1964 m)

La zona montuosa occupa circa un quarto del territorio regionale, mentre un altro quarto è occupato da una zona collinare ubicata tra l'Appennino e la pianura. Tutte le province della regione, esclusa quella di Ferrara, possiedono nel proprio territorio delle zone montane e/o collinari. La catena che attraversa diagonalmente l'Emilia-Romagna fa parte dell'Appennino tosco-emiliano e tosco-romagnolo, ossia due delle tre parti dell'Appennino settentrionale, che è a sua volta facente parte degli Appennini italiani.
La vetta più alta è il Monte Cimone, che con i suoi 2.165 m è il più alto non solo dell'Emilia-Romagna ma dell'intero Appennino Settentrionale. È 
situato nell'estremo Meridione della Provincia di Modena (nel Frignano), più precisamente collocato tra i comuni di Fiumalbo, Sestola, Riolunato e Fanano.
Altre grandi montagne emiliane-romagnole sono il Monte Cusna (2.121 m, situato nell'Appennino reggiano in Provincia di Reggio Emilia), il Monte Prado (2054 m), l'Alpe di Succiso (2017 m, entrambi in territorio reggiano) e il Corno alle Scale (1.945 m), situato nel bolognese. Importanti anche il Monte Maggiorasca (1.804 m, la vetta più alta dell'Appennino Ligure a metà tra la Provincia di Parma e quella di Genova) e il Monte Fumaiolo (1.407 m, in Provincia di Forlì-Cesena), famoso soprattutto per la sorgente che dà vita al Tevere.

## Idrografia

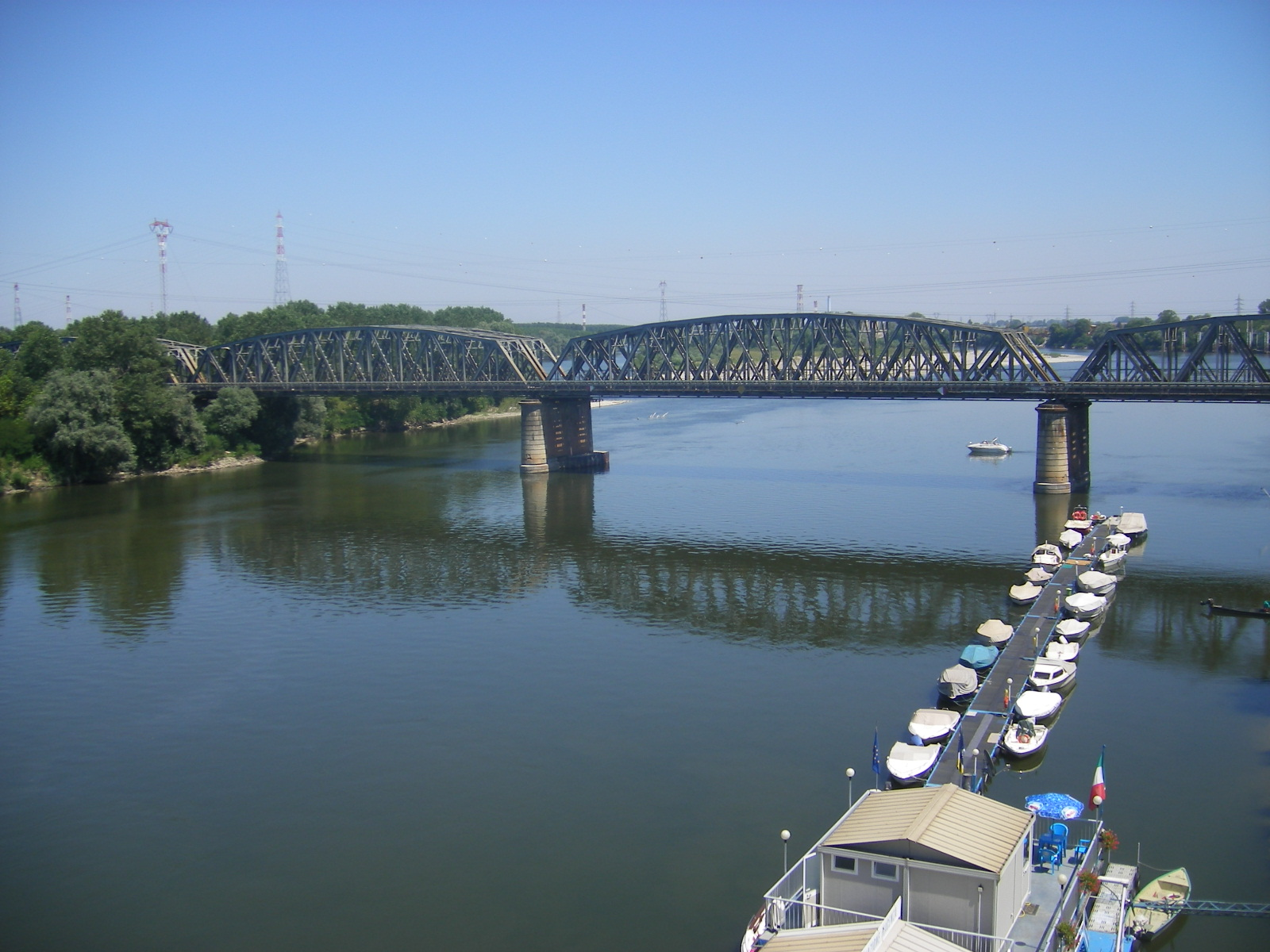
Il Po a Piacenza

### Laghi
L'Emilia-Romagna ha un territorio ricco di laghi , però vi sono spesso piccoli e di scarso interesse. I laghi più grandi si trovano sull'Appennino Tosco-Emiliano nel sud-ovest della regione. Questi laghi sono prevalentemente di origine glaciale,  ad esempio il Lago Verde in Provincia di Parma. Alcuni piccoli laghi sono presenti anche nella pianura ma molto più spesso si incontrano bacini palustri di ogni dimensione.

### Fiumi
Il Po segna per un lungo tratto il confine settentrionale della regione e una piccola parte del suo delta è anche in territorio emiliano.
Dall'Appennino scendono verso la pianura numerosi altri corsi d'acqua, spesso a carattere torrentizio, molti dei quali sono affluenti di destra del Po.

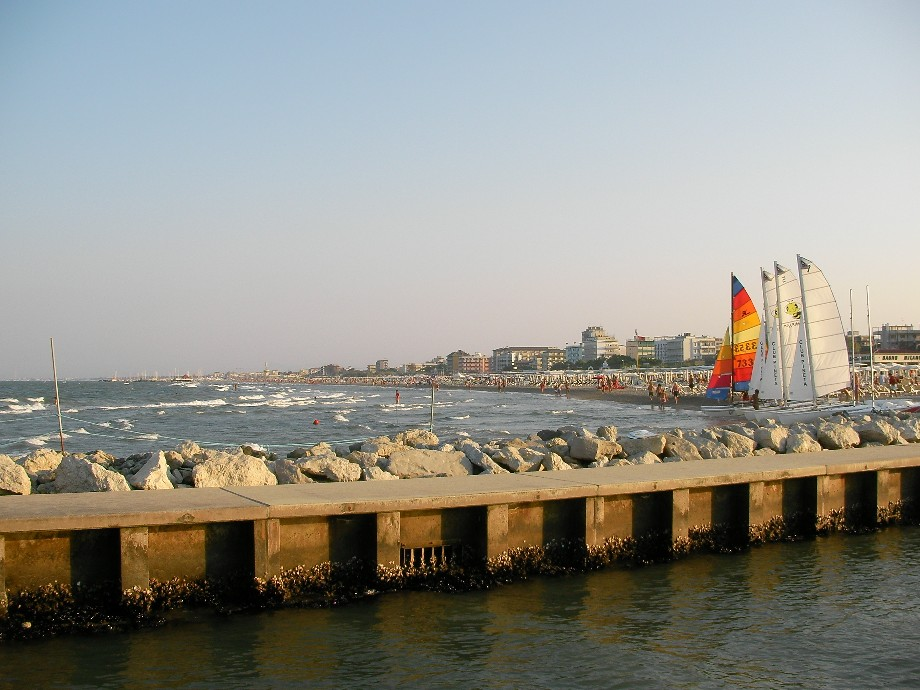
Vista della costa romagnola da Milano Marittima nel comune di Cervia in Provincia di Ravenna

### Coste
Tutta la parte orientale dell'Emilia-Romagna è bagnata dal Mare Adriatico e presenta coste basse e sabbiose. Questa zona interessa la Provincia di Ravenna, quelle di Forlì-Cesena, Rimini e Ferrara. Rimini, Forlì-Cesena e Ravenna hanno un fiorente turismo balneare (Riviera romagnola), mentre Ferrara per lo più turismo verde e ambientale. Difatti in provincia di Ferrara sfocia, con un delta fluviale, il Po, rendendo difficile la balneazione a causa dei detriti trasportati dal fiume. Questo contemporaneamente crea però una grande biodiversità di ambienti umidi e microstazioni, racchiuse in varie aree protette.
Pur avendo solamente il mare Adriatico, con la frazione di Santa Maria del Taro (frazione di Tornolo in provincia di Parma) l'Emilia-Romagna arriva a solo 34 km da Chiavari sulla Riviera di Levante e quindi dal mar Ligure.

## Fauna e Flora
L'Emilia-Romagna possiede una vegetazione ed una fauna molto varie, questo a causa della grande diversità di ambienti,presenti nel territorio regionale come gli Appennini, la zona collinare, la Pianura Padana, la costa orientale e il delta del Po. Quest'ultimo per la grande biodiversità che possiede è stato nominato recentemente Patrimonio dell'umanità dall'UNESCO.

### Fauna
La fauna è varia e distribuita in modo poco omogeneo lungo tutto il territorio. Sugli Appennini sono presenti uccelli come il gheppio o la sterna ed anche mammiferi come cervi, lepri, volpi, lupi, tassi, caprioli. Nella zona pianeggiante si possono rinvenire fagiani, lepri e ricci. Sulla costa sono invece presenti un gran numero di uccelli, come il gabbiano o il fenicottero in migrazione. Presenti nel mare dell'Emilia-Romagna sono pesci come orate, pesci spada, sgombri, scorfani e triglie. Altra zona assai ricca di specie animali è il Delta del Po in Provincia di Ferrara. Qui abbondano mammiferi tipo la nutria o il castoro, uccelli come il fenicottero rosa, il germano reale, il falco di palude e altri tipi di anatre.

### Flora
La flora emiliana-romagnola è molto varia e non omogenea nel territorio della regione. Nelle zone montuose è possibile trovare boschi misti di latifoglie decidue e conifere contenenti alberi come l'abete rosso, l'abete bianco, il pino silvestre, aceri, querce, castagni, carpini, frassini, faggi, tigli, ciliegi, sambuchi e molti fiori come rose e orchidee. Nella zona pianeggiante la vegetazione è composta prevalentemente da piccoli boschi contenenti pioppi, querce, carpini o aceri; tutta l'area della Pianura Padana è quasi completamente occupata da terreni agricoli. Nella zona costiera si possono trovare pini marittimi, lecci e piante resistenti agli ambienti salini. Nella umida zona del Delta del Po sono presenti più di mille specie vegetali di cui quasi la metà acquatiche, come i giunchi o vari tipi di ninfee. Molto abbondante la presenza di funghi e tartufi nelle zone montane e collinari.

## Clima
Il clima non è uguale in tutte le parti dell'Emilia-Romagna ed è causa dei diversi tipi di habitat presenti nel territorio anche grazie alla presenza del mar Adriatico, che rende l'escursione termica minore di quello che dovrebbe essere. Nella zona montuosa abbiamo un clima oceanico e temperato freddo, con estati fresche e piovose seguite da inverni lunghi e rigidi. Nella restante parte pianeggiante il clima è di tipo temperato subcontinentale,  mentre nei lidi ferraresi e delta del Po il clima temperato è di tipo umido con una gran quantità di nebbia e frequenti precipitazioni (anche in estate).